# Loi de Stefan-Boltzmann

Graphe de la puissance émise par unité de surface par un corps noir en fonction de sa température thermodynamique. En bleu, l'approximation selon la loi de Wien,

La loi de Stefan ou de Stefan-Boltzmann (du nom des physiciens Jožef Stefan et Ludwig Boltzmann) définit la relation entre le rayonnement thermique d'un corps noir et sa température. Elle établit que son exitance énergétique (puissance totale rayonnée par unité de surface dans le demi-espace libre, exprimée en watts par mètre carré) est liée à sa température absolue  {\displaystyle T} (en kelvins) par la relation :
{\displaystyle \ M=\sigma \,T^{4}},
où {\displaystyle \sigma \approx 5{,}670\,374\times 10^{-8}\ \mathrm {W} \cdot \mathrm {m} ^{-2}\cdot \mathrm {K} ^{-4}} est la constante de Stefan-Boltzmann, aussi appelée constante de Stefan
Cette relation peut être inversée pour permettre un calcul de la température à partir de l'exitance :
{\displaystyle T=\left({\frac {\ M}{\sigma \ }}\right)^{0,25}}
Pour un corps réel, distinct du corps noir idéal, ces expressions doivent être corrigées en multipliant σ par un coefficient sans unité compris entre 0 et 1, appelé émissivité et noté {\displaystyle \epsilon }.

## Histoire
La loi de Stefan-Boltzmann a été découverte expérimentalement par Joseph Stefan (1835-1893) en 1879 à partir de données expérimentales de John Tyndall (1820-1893). Les fondations théoriques ont été posées dans le cadre de la thermodynamique par un étudiant en doctorat de Stefan, Ludwig Boltzmann (1844-1906), en 1884.
Cette loi est la seule loi physique qui porte le nom d’un physicien slovène.
Stefan publia cette loi le 20 mars 1879 dans l’article Über die Beziehung zwischen der Wärmestrahlung und der Temperatur (allemand pour De la relation entre rayonnement thermique et température) dans les Bulletins from the sessions de l’Académie des sciences de Vienne.

## Dérivation originale de Boltzmann à partir de la thermodynamique
Le fait que la densité énergétique de la cavité du corps noir contenant le rayonnement soit proportionnelle à {\displaystyle T^{4}} a été déduit par Boltzmann à l'aide de la thermodynamique,,,,. Cette dérivation utilise la relation entre la pression de rayonnement {\displaystyle p} et la densité énergétique {\displaystyle u} par analogie avec les gaz parfaits. En effet, à l'équilibre thermique, selon la loi du rayonnement de Kirchhoff; l'énergie absorbée est égale à l'énergie émise et se comporte donc comme l'énergie cinétique des molécules de gaz qui rebondissent sur une paroi. Comme le fait remarquer Boltzmann, Maxwell considère une pression perpendiculaire à une surface, donc dans un volume à trois dimensions il est logique de répartir la pression sur chacune, ce qui nous amène à la formule de Maxwell:
{\displaystyle p={\frac {u}{3}}}
Avec les quatre variables température {\displaystyle T}, pression {\displaystyle p}, entropie {\displaystyle S} et volume {\displaystyle V}, dans les relations de Maxwell, pour l'énergie interne {\displaystyle U}, nous avons la formule de Gibbs:
{\displaystyle dU=T\,dS-p\,dV}
En divisant par {\displaystyle dV} et pour une valeur donnée de {\displaystyle T}, nous obtenons la formule suivante:
{\displaystyle \left({\frac {\partial U}{\partial V}}\right)_{T}=T\left({\frac {\partial S}{\partial V}}\right)_{T}-p}
La dernière formule vient encore des relations de Maxwell:
{\displaystyle \left({\frac {\partial S}{\partial V}}\right)_{T}=\left({\frac {\partial p}{\partial T}}\right)_{V}}
Ce qui donne:
{\displaystyle \left({\frac {\partial U}{\partial V}}\right)_{T}=T\left({\frac {\partial p}{\partial T}}\right)_{V}-p}
Par définition de la densité énergétique nous avons:
{\displaystyle U=uV}
Comme la densité énergétique du rayonnement ne dépend que de la température, cela donne:
{\displaystyle \left({\frac {\partial U}{\partial V}}\right)_{T}=u\left({\frac {\partial V}{\partial V}}\right)_{T}=u}
Ce qui donne l'égalité:
{\displaystyle u=T\left({\frac {\partial p}{\partial T}}\right)_{V}-p}
En remplaçant {\displaystyle p}par son équivalence, on obtient:
{\displaystyle u={\frac {T}{3}}\left({\frac {\partial u}{\partial T}}\right)_{V}-{\frac {u}{3}}}
Et:
{\displaystyle 4u=T\left({\frac {\partial u}{\partial T}}\right)_{V}}
Comme la dérivée partielle {\displaystyle \left({\frac {\partial u}{\partial T}}\right)_{V}} peut être exprimée en une relation exclusive entre {\displaystyle u} et {\displaystyle T}, elle peut être remplacée par une dérivée ordinaire et on obtient alors:
{\displaystyle {\frac {du}{4u}}={\frac {dT}{T}}}
Ensuite, on intègre avec une constante additive d'intégration A:
{\displaystyle \int {\frac {du}{u}}=\int 4{\frac {dT}{T}}}
{\displaystyle \ln u=4\ln T+A}
{\displaystyle e^{\ln u}=e^{4\ln T+A}}
{\displaystyle u=e^{4\ln T}\cdot e^{A}}
{\displaystyle u=(e^{\ln T})^{4}\cdot A}
Au final on obtient la formule:
{\displaystyle u=A\cdot T^{4}}
Pour obtenir l'exitance {\displaystyle M} on multiplie la densité énergétique {\displaystyle u} par une autre constante {\displaystyle {\frac {c}{4}}} et on obtient la loi de Stefan-Boltzmann:
{\displaystyle M=\sigma \cdot T^{4}}
Avec une nouvelle constante {\displaystyle \sigma } qui correspond à la constante de Stefan-Boltzmann.

## Dérivation à partir de la loi de Planck
La loi de Stefan apparaît maintenant a posteriori comme une application de la loi de Planck, qui permet de déterminer la luminance énergétique totale :
{\displaystyle L=\int _{0}^{\infty }{L_{\lambda }\,\mathrm {d} \lambda }}
La luminance dans une direction donnée étant par ailleurs pondérée par le cosinus de l'angle par rapport à la normale à la surface émettrice, l’exitance énergétique du corps noir est donnée par la loi de Lambert : 
{\displaystyle M=\pi \,L}

### Démonstration
On part de l'expression de la densité spectrale émise par un corps noir (Loi de Planck). On travaille en termes de pulsation {\displaystyle \omega }. Si u est l'énergie interne par unité de volume ({\displaystyle u={\frac {\partial U}{\partial V}}}), la densité spectrale est l'énergie des photons de pulsation comprise entre {\displaystyle \omega } et {\displaystyle \omega +d\omega } :
Note : si on veut travailler en longueur d'onde, on peut écrire que {\displaystyle u_{\lambda }={\frac {\partial u}{\partial \lambda }}={\frac {\partial u}{\partial \omega }}{\frac {d\omega }{d\lambda }}}.

En effet, {\displaystyle \omega ={\frac {2\pi c}{\lambda }}} donc {\displaystyle d\omega =-2\pi c{\frac {d\lambda }{\lambda ^{2}}}} et
{\displaystyle u_{\lambda }=-{\frac {8\pi hc}{\lambda ^{5}}}{\frac {1}{e^{\frac {hc}{\lambda k_{B}T}}-1}}}

Dans la suite de l'article, on ne travaillera qu'en pulsation, sachant que tous les calculs peuvent être effectués en utilisant {\displaystyle \lambda =2\pi {\frac {c}{\omega }}}
La notation ħ ("h barre") désigne la constante de Planck réduite.
On cherche maintenant à exprimer la puissance surfacique totale (pour toutes les pulsations) émise par un corps noir.
On montre que si {\displaystyle \varphi _{e}} est la puissance émise par une unité de surface d'un corps noir, on a
{\displaystyle {\frac {d\varphi _{e}}{d\omega }}={\frac {c}{4}}u_{\omega }}. La puissance totale étant obtenue en sommant toutes ces puissances pour chaque pulsation, on cherche à calculer {\displaystyle \int _{0}^{\infty }{\frac {\hbar }{4\pi ^{2}c^{2}}}{\frac {\omega ^{3}}{e^{\frac {\hbar \omega }{k_{B}T}}-1}}\,d\omega }
En effectuant le changement de variable {\displaystyle x={\frac {\hbar \omega }{k_{B}T}}}, on obtient:
{\displaystyle P_{\text{surfacique}}={\frac {(k_{B}T)^{4}}{4\pi ^{2}c^{2}\hbar ^{3}}}\int _{0}^{\infty }{\frac {x^{3}}{e^{x}-1}}\,dx}
On reconnaît dans l'intégrale une expression intégrale de la fonction zêta de Riemann, pour laquelle :
{\displaystyle \int _{0}^{\infty }{\frac {x^{3}}{e^{x}-1}}\,dx=\Gamma (4)\cdot \zeta (4)=3!\cdot {\frac {\pi ^{4}}{90}}}
Ce qui donne finalement :
{\displaystyle P_{\text{surfacique}}=\sigma T^{4}} avec la constante de Stefan-Boltzmann  {\displaystyle \sigma ={\frac {k_{B}^{4}}{4\pi ^{2}c^{2}\hbar ^{3}}}{\frac {\pi ^{4}}{15}}={\frac {\pi ^{2}k_{B}^{4}}{60c^{2}\hbar ^{3}}}\approx } 5,670 374 × 10−8 W m−2 k−4.

## Applications notables

### Température du Soleil
Grâce à cette loi, Stefan détermina également la température de la surface du Soleil. Il apprend, des données de Jacques-Louis Soret (1827–1890), que le flux énergétique du Soleil est 29 fois plus grand que celui d'une lamelle de métal chauffée. Soret avait placé une lamelle circulaire devant son appareil de mesure, à une distance telle qu'elle apparaissait sous le même angle que le Soleil. Il avait estimé la température de la lamelle entre 1 900 °C et 2 000 °C.
Stefan estime que le tiers du flux énergétique du Soleil est absorbé par l'atmosphère terrestre (la mesure précise de l'absorption atmosphérique ne fut pas réalisée avant 1888 et 1904), ainsi il corrige ce rapport du facteur 3/2 :  29 × 3/2 = 43,5. Stefan retient pour la température de la lamelle de Soret la valeur moyenne des mesures de température, soit 1 950 °C, ce qui correspond à une température absolue de 2223 K.
L'application de sa loi conduit à une température du Soleil égale à 43,50,25 soit 2,568 fois la température de la lamelle ; ainsi Stefan obtient une valeur de 5709 K (5436 °C) (la valeur est actuellement de 5780 K, 5507 °C). Ce fut la première estimation sérieuse de la température du Soleil : les valeurs précédemment avancées variaient entre 1 800 °C à 13 000 000 °C en raison de relations rayonnement-température inadaptées.

### Température d'équilibre à la surface d'une planète
La température d'équilibre à la surface d'une planète est la température théorique d'une planète considérée comme un corps noir et dont la seule source de chaleur serait l'étoile parente, une fois déduit le rayonnement simplement réfléchi en raison de l'albedo. Dans ce modèle, la "surface" n'est pas le sol, mais le lieu (dans l'atmosphère) qui, vu de l'espace, émet le rayonnement de la planète. La température au sol sera donc plus élevée en raison de "l'effet de serre", mais n'est pas considérée.
Certains auteurs utilisent d'autres termes, tels température équivalente de corps noir d'une planète ou température effective de rayonnement d'une planète. Des concepts semblables incluent la température moyenne globale et la température de l'air de surface globale moyenne qui incluent les effets de l'effet de serre.

#### Température d'équilibre de la Terre
La Terre reçoit du Soleil un flux d'énergie moyen de 340 W/m2 (voir « Constante solaire »). Déduction faite de la partie réfléchie vers l'espace (voir « Albédo »), le flux solaire absorbé par l'atmosphère et la surface terrestres est de 235 W/m2. La température équivalente de corps noir de la Terre est de 254 K (−19,15 °C). La température moyenne observée est supérieure d'environ 30 degrés, en raison de l'effet de serre.

### Rayon des étoiles
Avec la loi de Stefan-Boltzmann, les astronomes peuvent estimer le rayon des étoiles dont la distance (et donc la luminosité absolue) est connue : en effet, en approximant le spectre d'émission d'une étoile par celui d'un corps noir à une certaine température T, la luminosité {\displaystyle L} d'une étoile s'écrit :
{\displaystyle L=4\pi \sigma R^{2}T^{4}}
où, L est la luminosité, {\displaystyle \sigma } est la constante de Stefan-Boltzmann (ou constante de Stefan), R le rayon de l'étoile, et T sa température. Le travail de l'astronome consistera donc à évaluer la distance et la température de l'étoile. Notons toutefois que le spectre réel d'une étoile diffère en général plus ou moins notablement du spectre d'émission d'un corps noir. La température est donc ici une température effective : celle qui permet, à l'aide d'un spectre de corps noir, d'approximer au mieux le spectre réel de l'étoile. Cette méthode fournit de bons ordres de grandeurs plutôt qu'une mesure précise des rayons stellaires.
Par ailleurs, cette loi est également respectée dans la thermodynamique des trous noirs pour le rayonnement de Hawking.

## Limitations
- La loi de Stefan-Boltzmann s'applique au cas idéal du corps noir. Pour les corps réels, elle n'est plus parfaitement exacte : la constante de proportionnalité change un peu, mais la très forte dépendance à la température persiste[9].
- Quand la distance entre deux corps est nanométrique, le rayonnement thermique a lieu par un mécanisme d'effet tunnel des photons : ce « rayonnement en champ proche » dépend beaucoup plus fortement de la distance et moins fortement de la température que dans le régime « en champ lointain » décrit par la loi de Stefan-Boltzmann. De nombreuses confirmations expérimentales de l'augmentation très importante du flux échangé dans ce régime ont été observées au cours des années 2010, et des applications à la spectroscopie et à la conversion d'énergie thermique en électricité sont en cours de développement[9],[10].